# Zimbor
Zimbor – wieś w Rumunii, w okręgu Sălaj, w gminie Zimbor. W 2011 roku liczyła 516 mieszkańców.